# Strandhjejle
Strandhjejlen (Pluvialis squatarola) minder om hjejlen, men er større og har et kraftigere næb. Den ser også lysere grålig ud og flyver den op kan man se de sorte armhuler. Føden består af insekter og snegle. Strandhjejler bliver 27–30 cm lange. Hunnen lægger 4 æg per kuld.
Den er en almindelig gæst i Danmark under sit træk, særligt i Vadehavet.
Benny Génsbøl beskriver strandhjejlens kald som 'et kraftigt, blødt, meget melodisk, i reglen 3-leddet "pli-jy-i", med den midterste stavelse i et noget dybere toneleje', og nævner også at man kan høre et kort "kip-ip" fra flyvende fugle.

## Galleri
- Pluvialis squatarola æg.
- Strandhjejle i vinterdrakt.